# هوریگ
هوریگ (به انگلیسی: Haverigg) یک منطقهٔ مسکونی در بریتانیا است که در میلوم واقع شده‌است. هوریگ ۱٬۸۴۱ نفر جمعیت دارد.